# Alitalia CityLiner
Alitalia CityLiner — упразднённая итальянская региональная авиакомпания, осуществлявшая внутренние и международные рейсы на короткие расстояния с использованием самолëтов Embraer E-Jet от имени материнской компании Alitalia.
С 2020 года компания Alitalia CityLiner с материнской Alitalia полностью принадлежала правительству Италии.

## История
Alitalia CityLiner была создана под названием Air One CityLiner SpA в июне 2006 года как дочерняя компания Air One с новым парком самолëтов в виде Bombardier CRJ-900.
Первые полëты состоялись 7 июня 2006 года по маршрутам Триест — Рим (Фьюмичино) и Турин — Париж (аэропорт Шарль-де-Голль).
13 января 2009 года Air One и Alitalia объединились под единой торговой маркой Alitalia. В результате самолёты Air One CityLiner начали выполнять полëты от имени и в ливрее Alitalia.
20 апреля 2011 года авиакомпания была переименована в Alitalia CityLiner и стала единственной региональной авиакомпанией группы Alitalia, взявшей на себя роль, ранее выполнявшуюся компанией Alitalia Express. Также был обновлён парк воздушных судов авиакомпании. Так, в период с сентября 2011 года по март 2013 года были доставлены 20 новых самолëтов Embraer 175 и 190.
15 октября 2021 года вместе с магистралом Alitalia авиакомпания Alitalia CityLiner прекратила всю операционную деятельность.

## Флот
По состоянию на май 2021 года флот Alitalia CityLiner состоял из следующих самолетов:
| Тип самолёта      | Год ввода | Год вывода |
| ----------------- | --------- | ---------- |
| Bombardier CRJ900 | 2006      | с 2012     |
| Embraer E170LR    | 2004      | с 2012     |

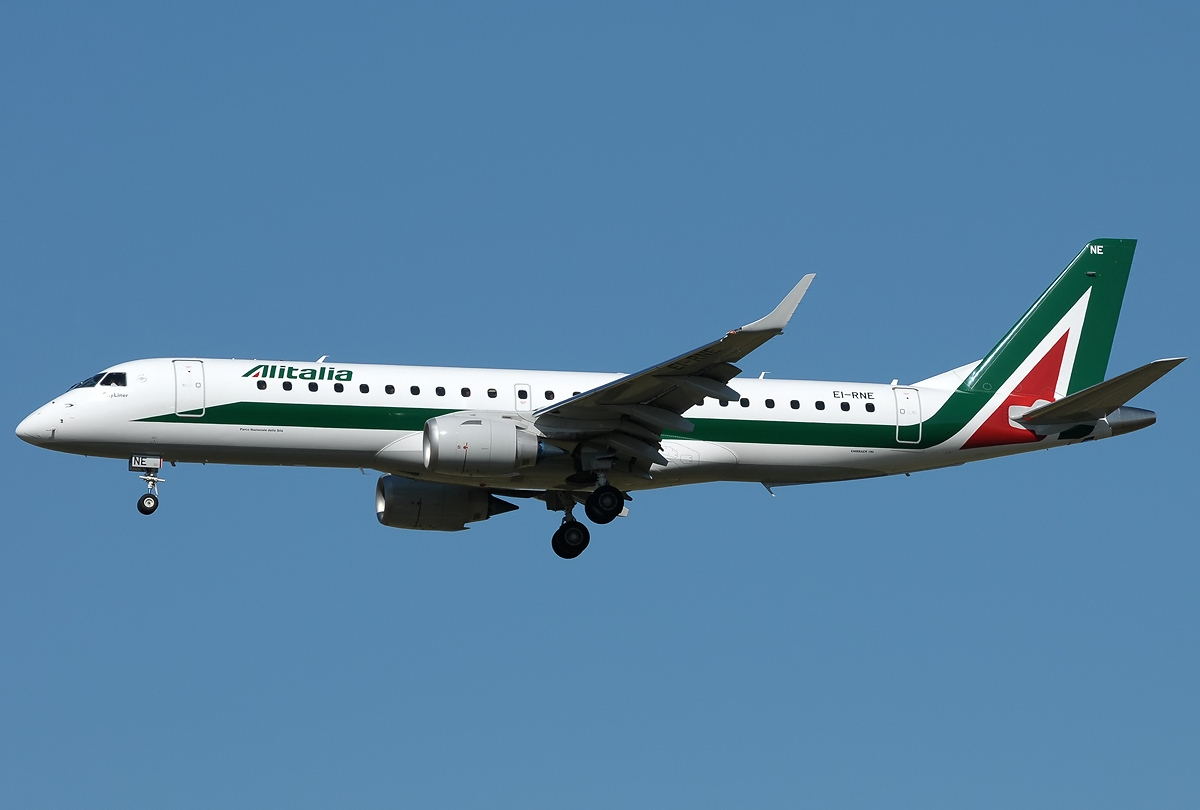
Embraer 190 Alitalia CityLiner в ливрее Alitalia

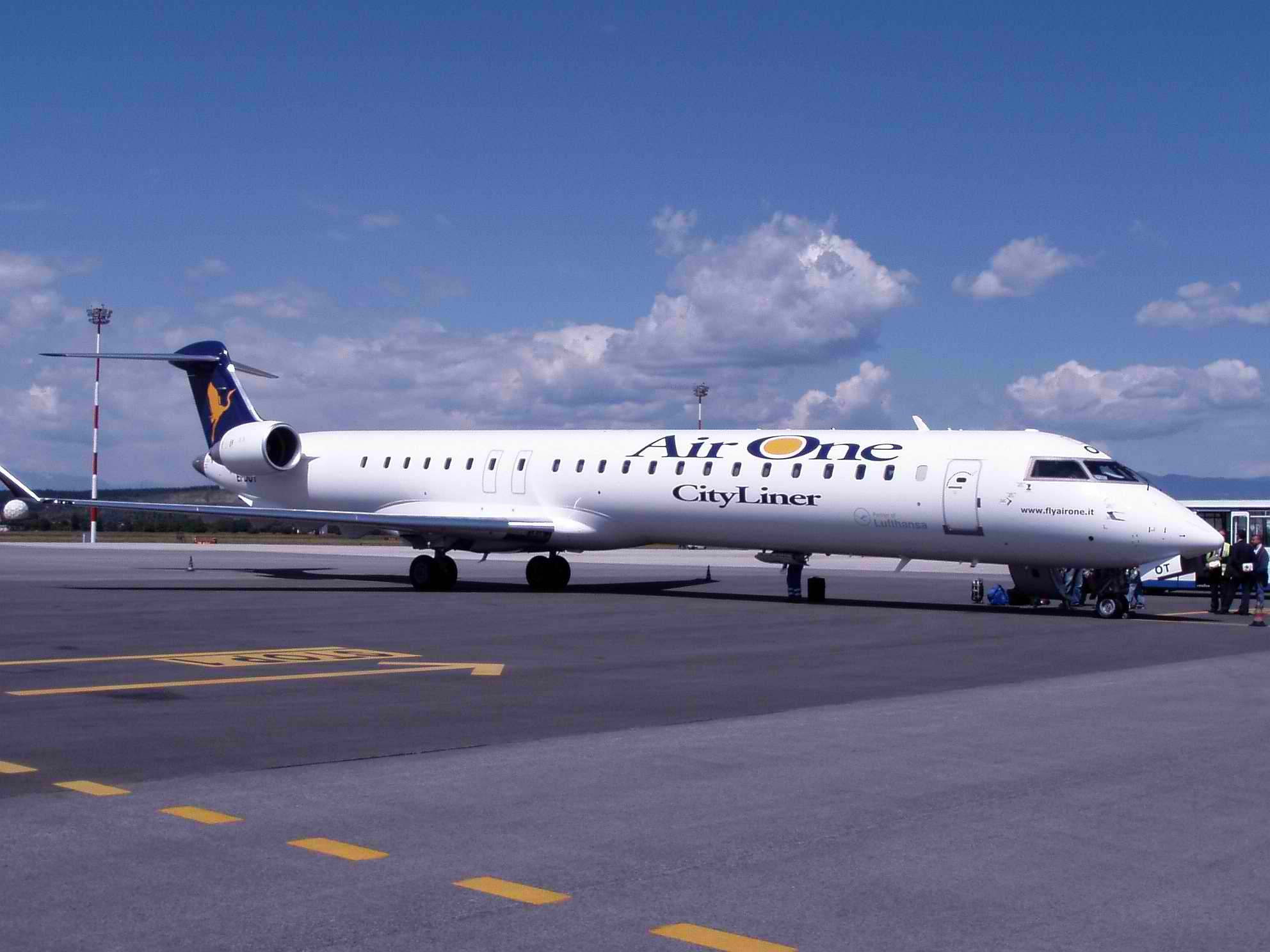
Бывший Air One CityLiner CRJ-900

На протяжении многих лет Alitalia эксплуатирует типы самолетов, указанные выше (включая самолеты, унаследованные от Alitalia Express и Air One CityLiner).
|                |                |        |                   |                   |                   |                         |
| Тип самолёта   | В эксплуатации | Заказы | Пассажирских мест | Пассажирских мест | Пассажирских мест | Примечания              |
| Тип самолёта   | В эксплуатации | Заказы | J                 | Y                 | Общее             | Примечания              |
| Embraer E175LR | 10             | -      | -                 | 88                | 88                |                         |
| Embraer E190LR | 5              | -      | -                 | 100               | 100               | EI-RND в ливрее SkyTeam |
| Всего          | 15             | -      |                   |                   |                   |                         |